# Кошен, Ноэль
Ноэль Кошен (фр. Noël Cochin; 22 июня 1622, Труа — 1695, Венеция) — французский рисовальщик и гравёр, академик Королевской академии живописи и скульптуры; представитель большой художественной семьи из Труа, брат Шарля-Николя Кошена Старшего, выдающийся мастер книжной иллюстрации. Последние годы жил, работал и скончался в Венеции, поэтому прозван Ноэлем Венецианским (Noël de Venise).

## Биография
Ноэль Кошен родился в Труа, крещён в Сен-Реми, брал уроки живописи в Риме. Это было его первое призвание, особенно пейзажная живопись, и он добился там успеха. Гравюра для него на первых порах имела второстепенное значение. Знаменитый меценат и коллекционер Пьер-Жан Мариетт отмечал выдающееся качество его рисунков. Однако во время губительного пожара в Париже 30 августа 1720 года, уничтожившего, в частности коллекции краснодеревщика Андре-Шарля Буля, в число наиболее прискорбных потерь попало портфолио его рисунков.
Кошен работал в Париже в 1667 и 1670 годах одновременно со своим братом. Около 1620 года он повторно женился на Перретте Верре, дочери художника. Он подписывал пластины, которые издавал в небольшом количестве, своими инициалами «NC», но иногда следующим образом: Noël ; Nat ; Natalis ; Noé Cochin. Это несовпадение инициалов произвело путаницу между произведениями двух братьев, при том, что Ноэль был менее удачлив и, возможно, менее одарён, чем его более знаменитый брат Шарль-Николя Кошен Старший.

## Галерея

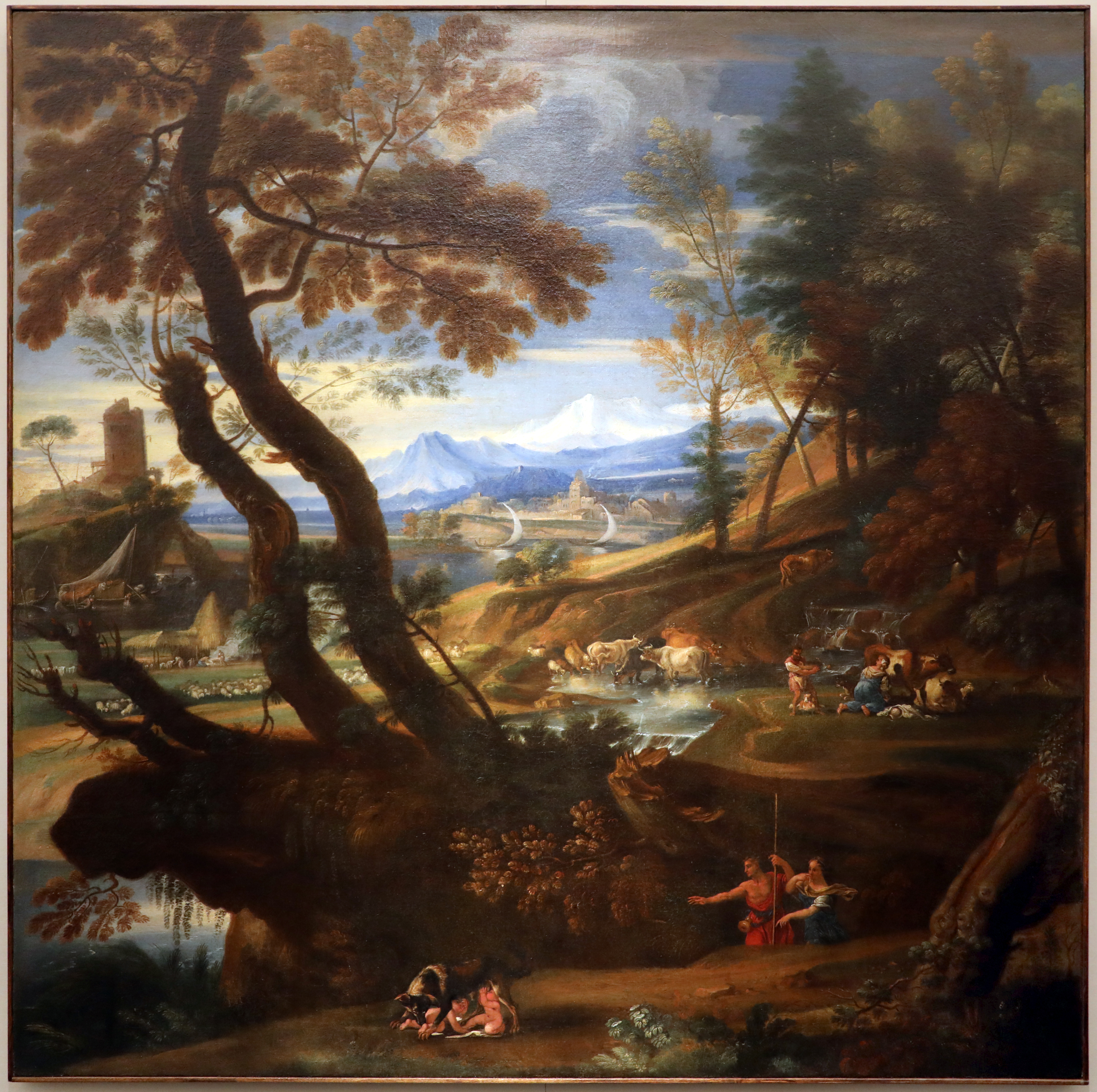
Классический пейзаж с Ромулом и Ремом. Ок. 1690. Муниципальный музей, Тревизо
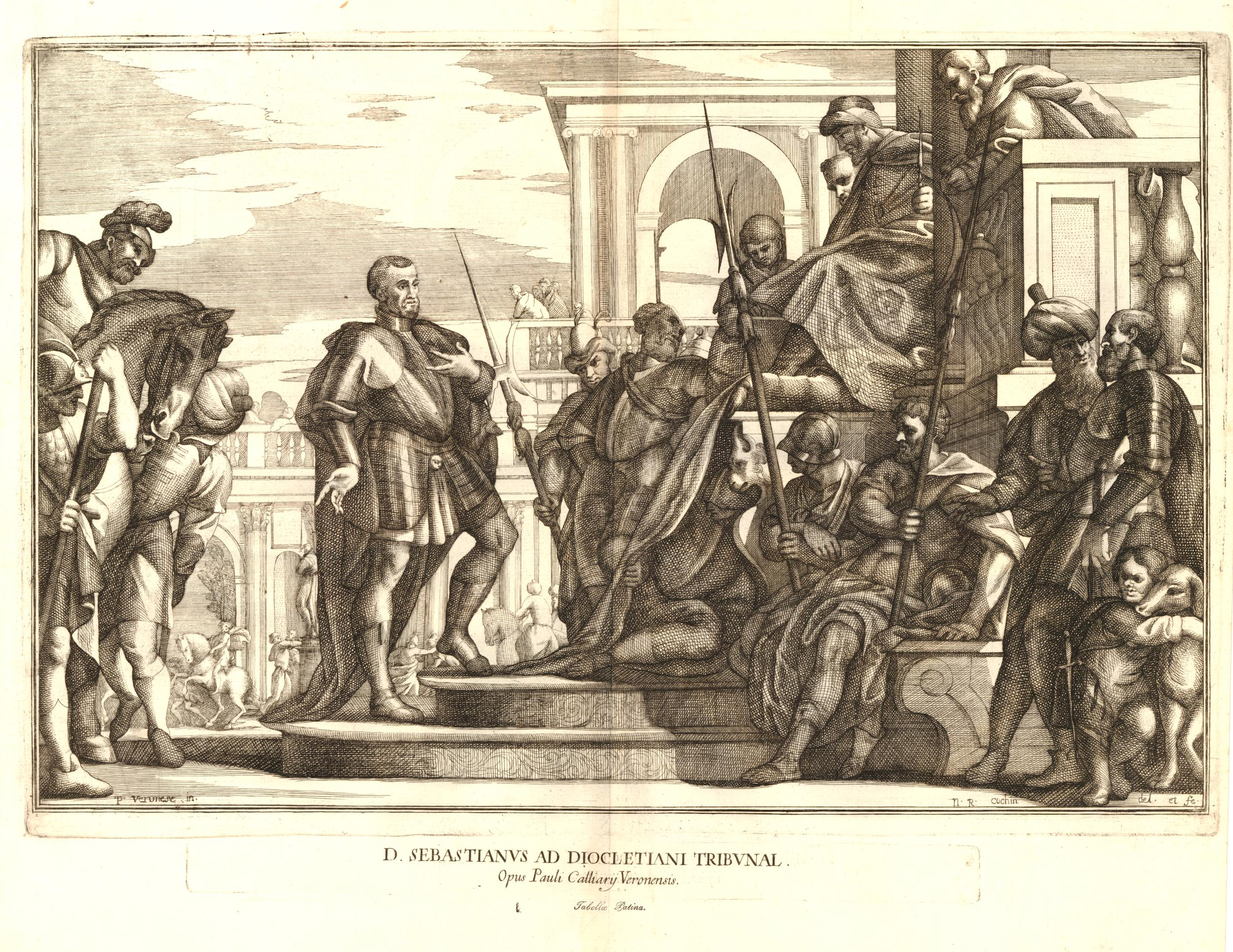
Noël Себастьян на суде императора Диоклетиана. 1691. Офорт
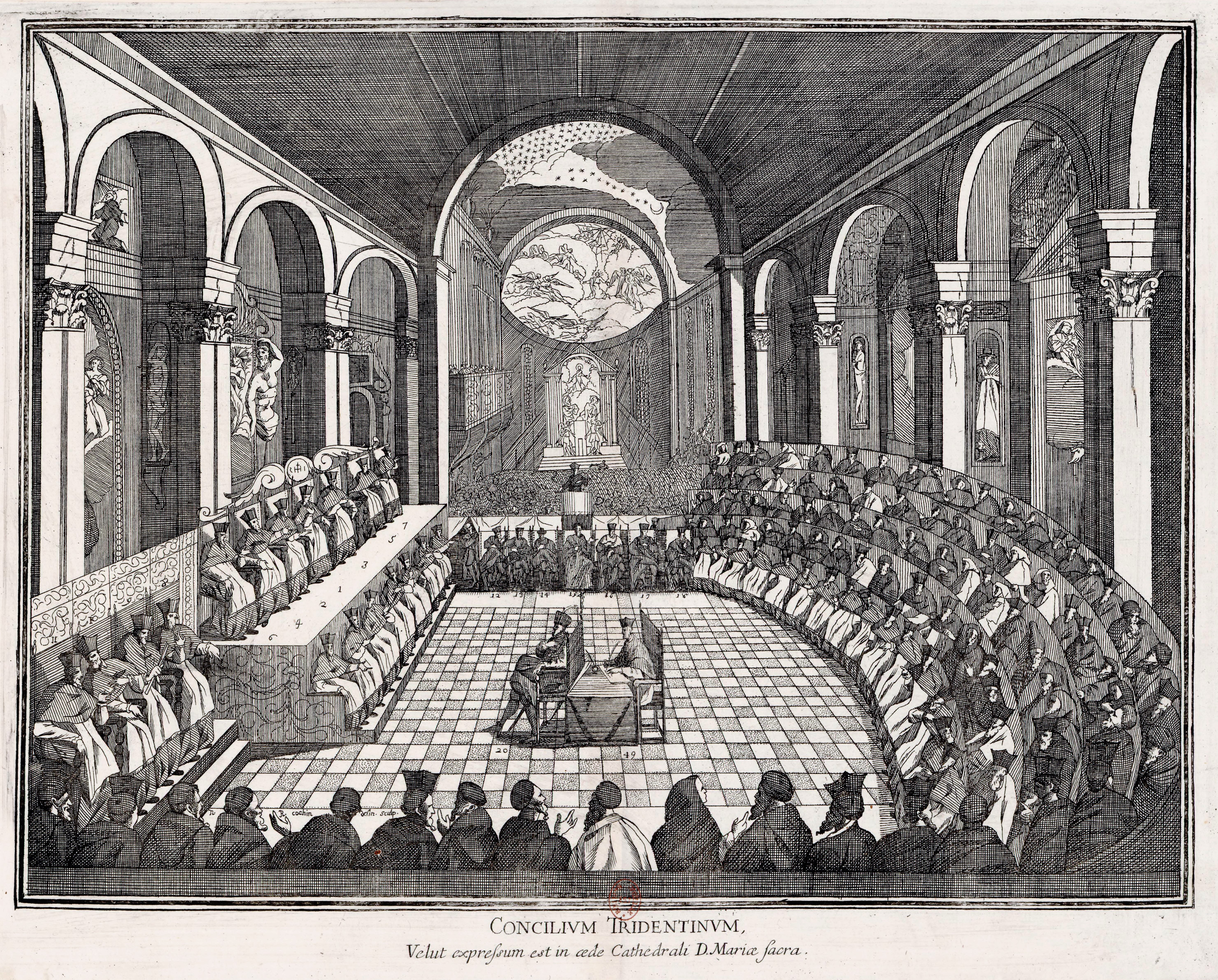
Тридентский собор. Офорт
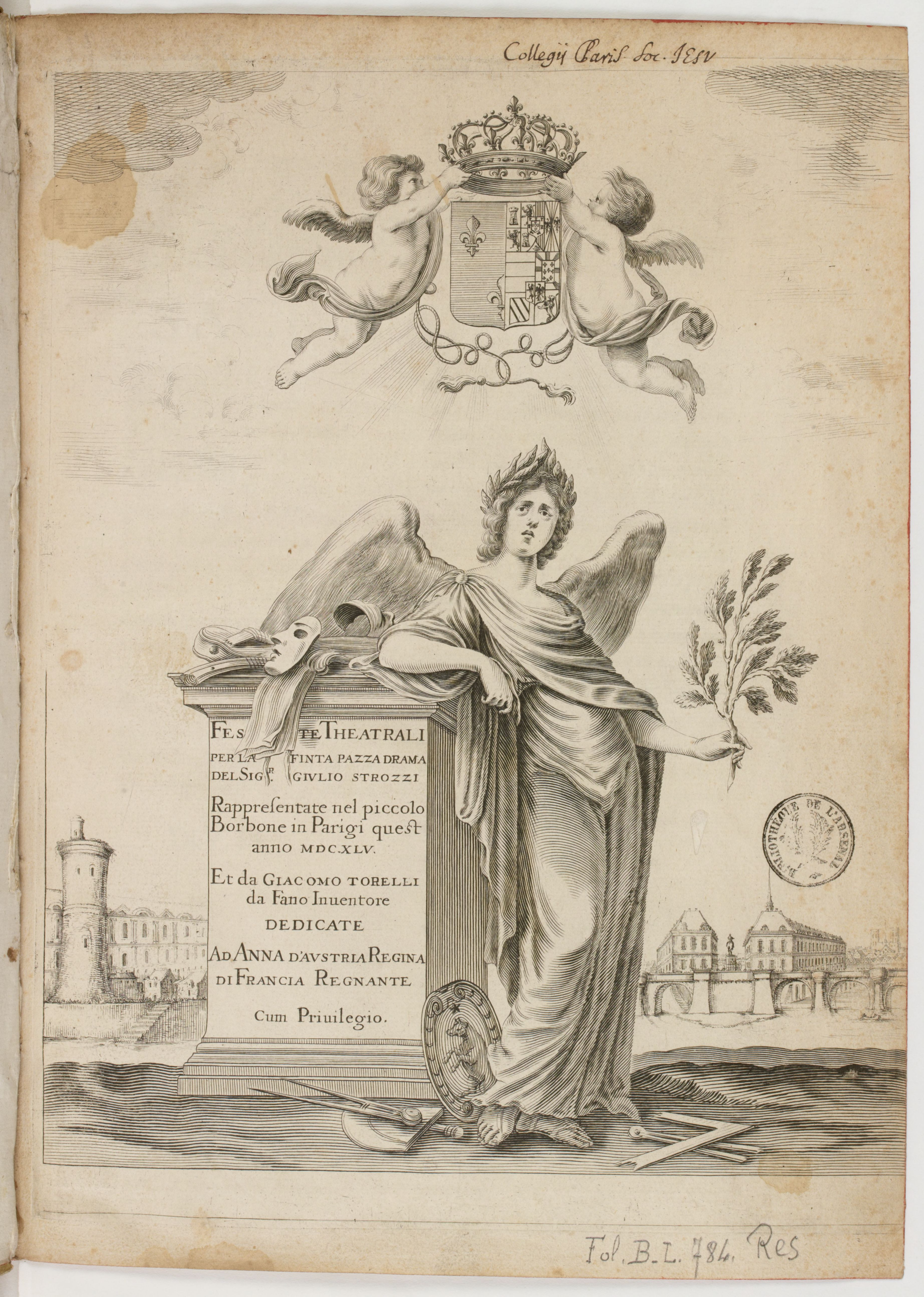
Фронтиспис издания «Театральные вечеринки для Безумной женщины». По рисунку Дж. Торелли. 1645. Офорт
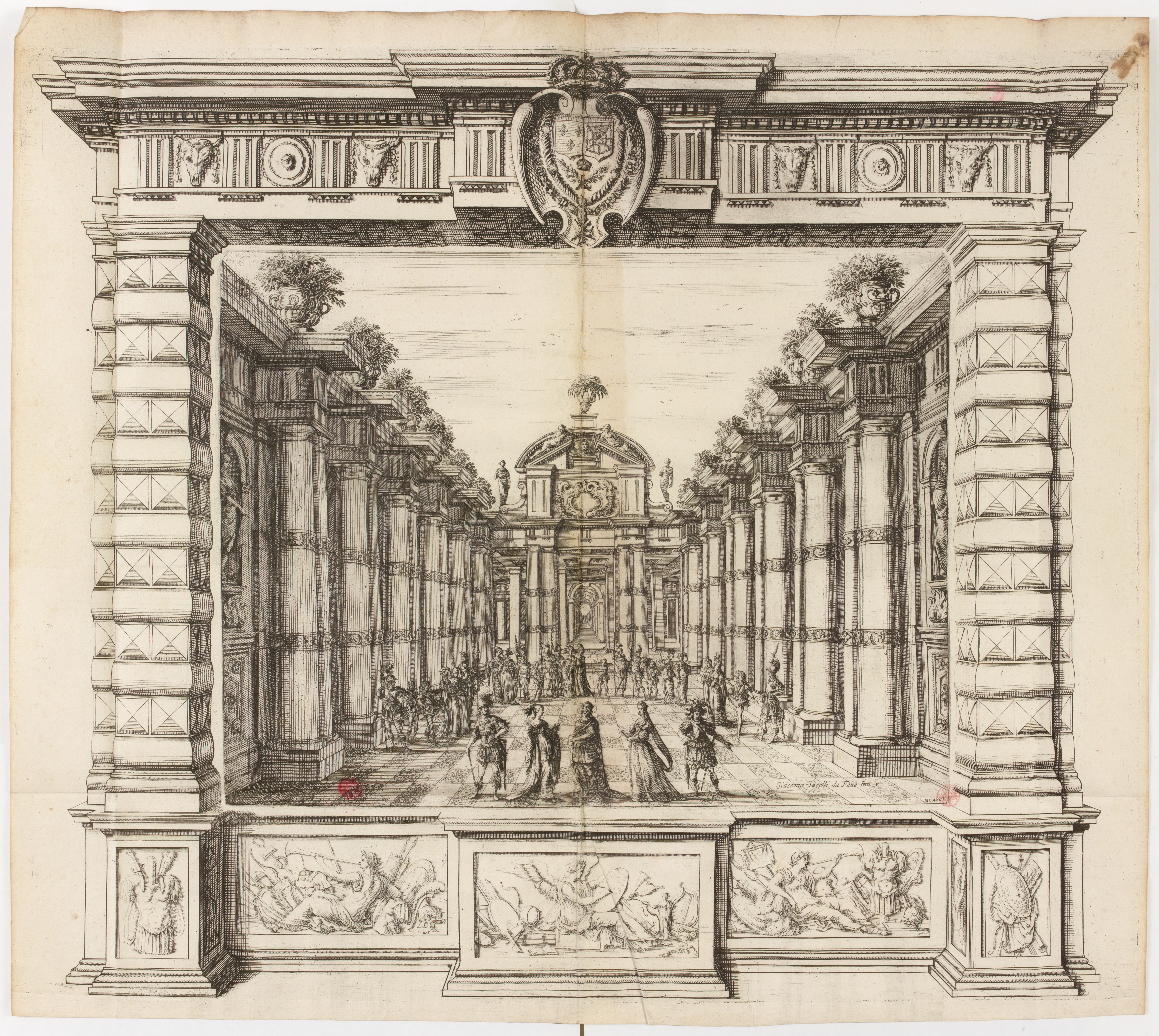
Театральная декорация. По рисунку Дж. Торелли. 1645. Офорт
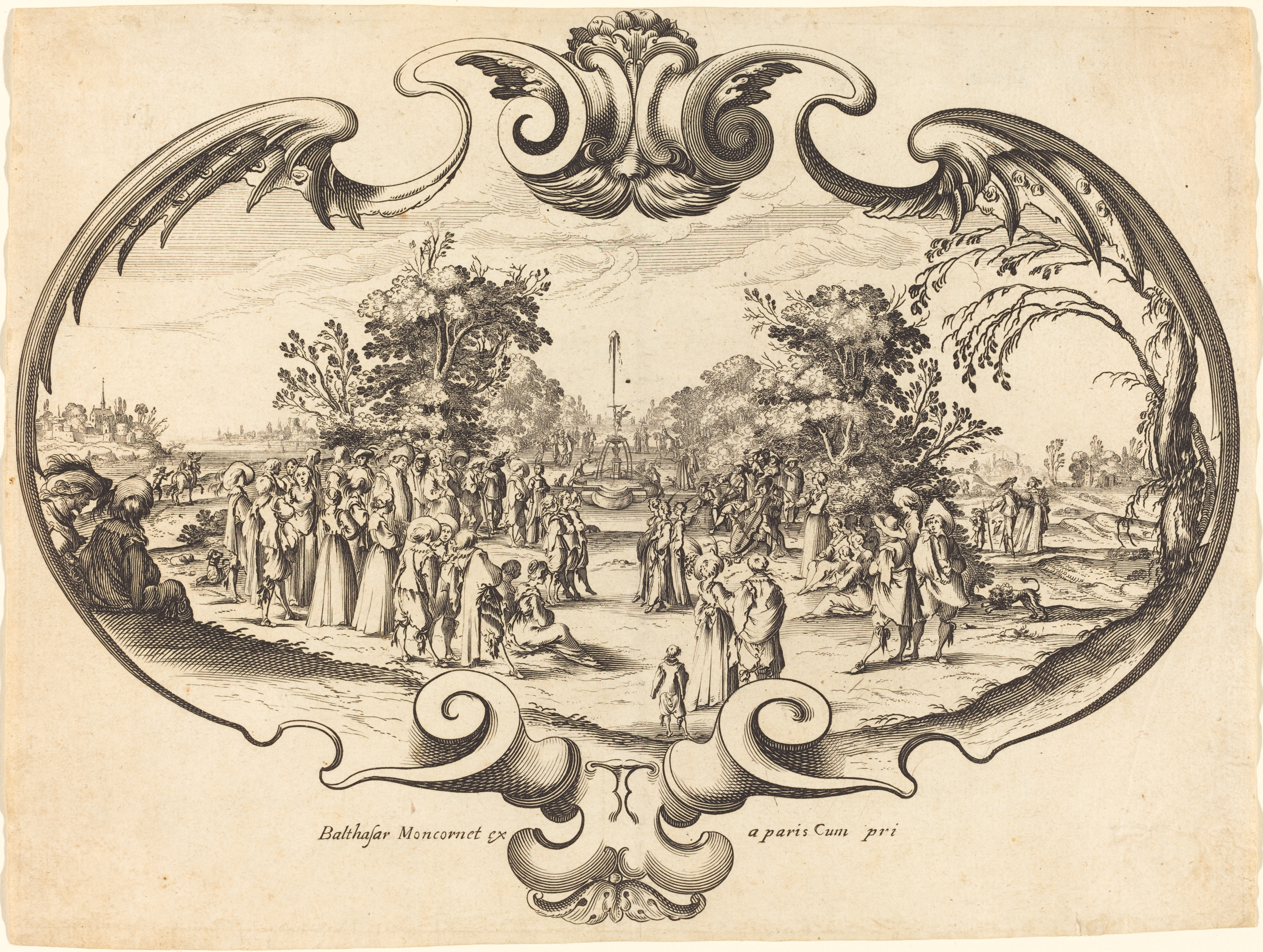
Виньетка. Придворные на прогулке. Офорт, резец